# Karim Abdel Aziz
Karim Abdel Aziz  (en árabe: كريم عبدالعزيز, El Cairo, 17 de agosto de 1975) es un actor egipcio. Es hijo del director de cine Mohammad Abdul Aziz; y, sobrino del director de cine Omar Abdel Aziz

## Biografía
Karim Abdel Aziz nació en 1975, en Al Agouza. Karim Abdel Aziz fue criado por un director con gran tradición en el cine egipcio, ya que es hijo del gran director Mohamed Abd El Aziz. Esa crianza artística influyó en él eligiendo su carrera de actor ya que ya estaba familiarizado con la naturaleza del negocio del espectáculo.
En 1994, se unió al Instituto Superior del cine, para comenzar una vida completamente diferente desde entonces. Se graduó por el Departamento de Dirección de Cine, en 1997 y trabajó como asistente de dirección durante un breve período en el que se sintió tentado por la sensación de estar frente a la cámara en lugar de detrás de ella. Esto es cuando decidió cambiar a la actuación en lugar de dirigir, hasta que tuvo la oportunidad de actuar con el director Sherif Arafa quien lo presentó por primera vez. Entonces, cuando Samira Ahmed eligió a KARIM ABD EL AZIZ para su papel en el drama de televisión "Emraa mn zaman el hob", fue su verdadero acierto como un artista de talento; y, sentido del humor, que recibió varias ofertas hasta que obtuvo su papel principal frente a Mona Zaki y Hala Sheha en "Leeh khalletny ahebbak"

## Filmografía
| No. | Año  | Filme - series de TV            | Rol          |
| --- | ---- | ------------------------------- | ------------ |
| 1   | 1978 | Intabeho Ayoha alsada           | niñito       |
| 2   | 1978 | Albaad Yadhab llma'zon Maratain | niñito       |
| 3   | 1979 | Katel ma katelsh had            | niñito       |
| 4   | 1981 | Al Mashboh                      | Ali          |
| 5   | 1998 | Edhak ilsora tetla helwa        | Tareq        |
| 6   | 1999 | Aboud alal Elhodod              | Mansour      |
| 7   | 2000 | Gnon Elhayat                    | Hesham       |
| 8   | 2000 | Leh khaltny ahebak              |              |
| 9   | 2002 | Haramiyya Fi KG2                |              |
| 10  | 2003 | Haramiyya Fi Thailand           | Hassan       |
| 11  | 2004 | El Pasha Telmiz                 | Basioni      |
| 12  | 2005 | Abu Ali                         | Abu Ali      |
| 13  | 2006 | Wahed Mn El nas                 | Mahmoud      |
| 14  | 2006 | Fi Mahatet Misr                 | Reda         |
| 15  | 2008 | Khareg Ala ilkanon              | Omar Elwakil |
| 16  | 2010 | Awlad Elam                      | Mostafa      |
| 17  | 2010 | Al-Gamaa'a - serie de TV        |              |
| 18  | 2011 | Fasel Wa Na'od                  | Arabi        |
| 19  | 2012 | Al houroub - serie de TV        |              |
| 20  | 2014 | L’éléphant Bleu                 |              |
| 21  | 2015 | Wesh Tani - serie de TV         |              |
| 22  | 2017 | EL Zebaq - TV series            |              |